# Maison des Idris
Maison des Idris (en persan : خانه ادریسی ها) est le roman le plus connu de Ghazaleh Alizadeh, publié en 1991.

## Résumé
L’histoire se passe dans la ville imaginaire d’Ashkabad où un groupe au pouvoir tente de faire la justice en dépossédant les riches des biens qui reviennent de droit aux pauvres. L’intrigue se passe dans une vieille et grande maison, celle des Idris. Les membres de famille Idris y sont logés: grand-mère des Idris (ou  Zoleikha), Lagha (la fille d’âge moyenne de la grand-mère des Idris jamais mariée et vivant seule), Vahab (le neveu de la grand-mère des Idris qui a fait ses études à l’étranger, de retour pour retrouver Rahila), le vieux jardinier et la vieille servante. 
La Maison des Idris est une demeure triste où se passent des évènements étranges. Les femmes sont soumises et en proie à l’égoïsme des hommes patriarches. La grand-mère s’est mariée, à son jeune âge, avec Monsieur des Idris, alors qu’elle était éprise de Ghobad, un jeune homme amoureux et révolté.  
Rahila, la fille cadette de grand-mère des Idris, est  jeune, belle et tout à fait charmante. Comme toutes les filles de la famille, elle se consente, malgré elle, de se marier avec Mavid, un être misérable et mesquin. Vahab, à son tour, remplace son amour imaginaire envers sa propre tente, par une vraie passion lorsqu’il rencontre Roksana.   
Lagha qui n’est pas belle, reste seule et se donne à son talent en jouant du piano. Lorsqu’elle joue une pièce, elle se sent jeune et pleine d’énergie. Quand elle s’arrête, elle redevient la même Lagha de tous les jours, morne et isolée. 
Tour à tour, apparaissent les autres personnages pour compléter cette saga qui nous mène au cœur de l’univers romanesque de Ghazaleh Alizadeh. Un monde de cœurs brisés, d’espoirs rompus, de tyrannie,  d’injustice, de mépris, d’humiliation, d’usurpation, de chagrin et d’amertume où la femme souffre la martyre. La Maison des Idris est la maison des malheurs et de l’espoir à jamais perdu.